# Svängjul
Svängjul släpptes den 14 november 2008 och är ett julalbum av Lasse Stefanz. Låten "Vitare än snö" låg på Svensktoppen i två veckor.. innan den lämnade listan..

## Låtlista
1. Tänk vá tomten likna pappa (Santa Looked a Lot Like Daddy)
2. Ett litet rött paket
3. Vackra jultid (Pretty Paper)
4. Tomterock
5. Mary's Boy Child
6. Run Rudolph Run
7. Vitare än snö
8. With Bells on
9. Louisiana Christmas Day
10. Ljusen i advent
11. Such a Night
12. Om jag får det jag önskat (I'll Be Home This Christmas)
13. Mjuka paket
14. Jingle My Bells

## Listplaceringar
| Lista (2008) | Topplacering |
| ------------ | ------------ |
| Norge        | 39           |
| Sverige      | 4            |